# Epedanellus tuberculatus
Genre
Synonymes
- Strisilvea Roewer, 1927

Espèce
Synonymes
- Strisilvea cavicola Roewer, 1927

Epedanellus tuberculatus, unique représentant du genre Epedanellus, est une espèce d'opilions laniatores de la famille des Epedanidae.

## Distribution
Cette espèce est endémique du Japon.

## Description
Le mâle holotype mesure 4 mm.
Le mâle décrit par Suzuki en 1973 mesure 4,3 mm et la femelle 4,5 mm.

## Publication originale
- Roewer, 1911 : « Ost-asiatische Opiliones. » Zoologische Jahrbücher, vol. 31, p. 591–612 (texte intégral).